# Понс (лунный кратер)
Кратер Понс (лат. Pons) — крупный древний ударный кратер в южном полушарии видимой стороны Луны. Название присвоено в честь французского астронома Жана-Луи Понса (1761—1831) и утверждено Международным астрономическим союзом в 1935 г. Образование кратера относится к нектарскому периоду.

## Описание кратера

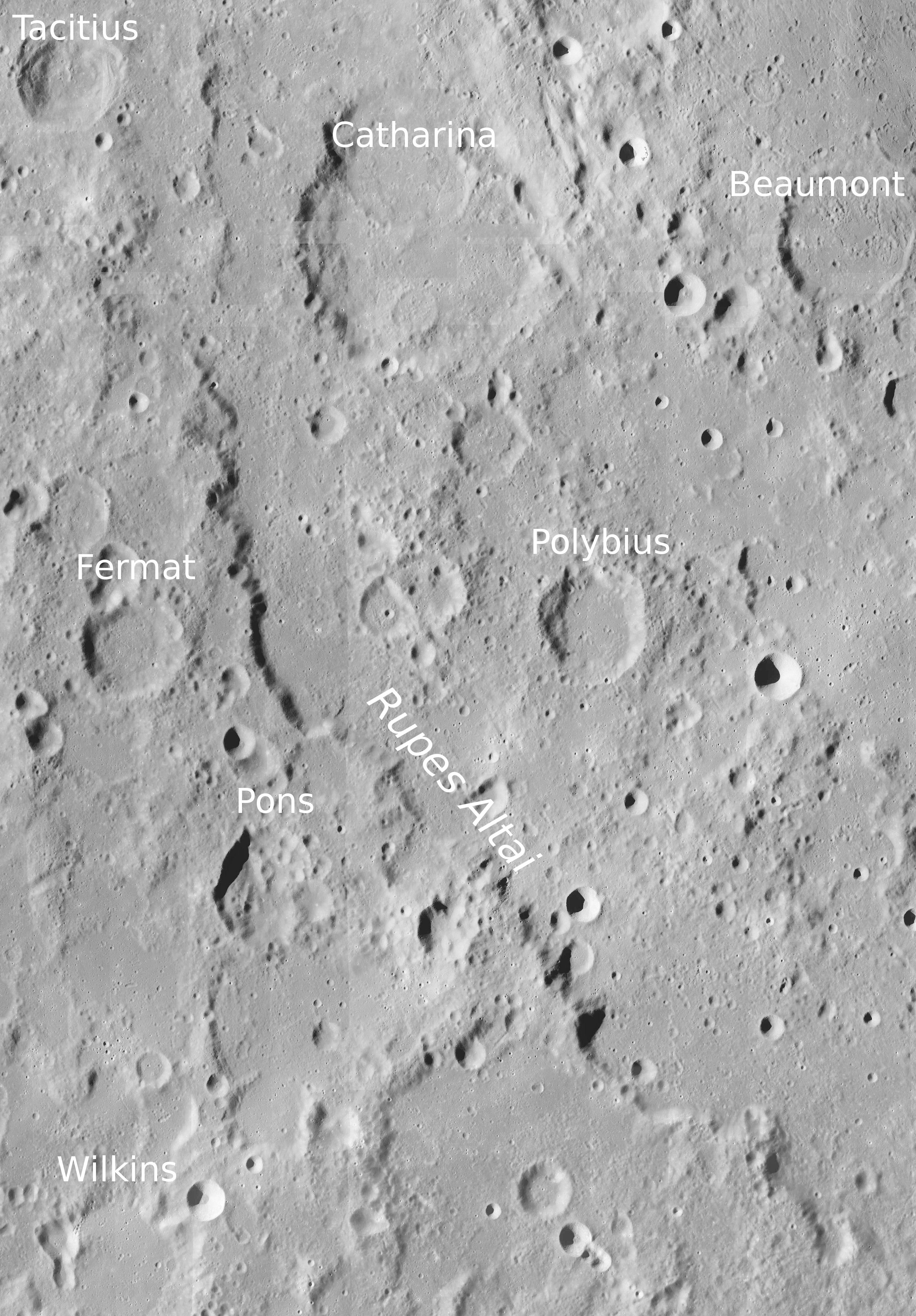
Окрестности кратера Понс. Снимок зонда Lunar Reconnaissance Orbiter.

Ближайшими соседями кратера являются кратер Ферма на севере-северо-западе; кратер Полибий на северо-востоке и кратер Уилкинс на юге-юго-западе. На северо-востоке от кратера Понс расположен уступ Алтай. Селенографические координаты центра кратера 25°26′ ю. ш. 21°33′ в. д. / 25,43° ю. ш. 21,55° в. д., диаметр 39,7 км, глубина 1960 м.
Кратер Понс имеет полигональную форму, несколько удлинен в направлении юго-запад – северо-восток и значительно разрушен. Вал сглажен, восточная часть перекрыта сателлитным кратером Понс D. Дно чаши пересеченное, северная часть чаши отмечена скоплением маленьких кратеров. От северной и юго-западной части вала в чаше кратера отходят короткие хребты.

## Сателлитные кратеры
| Понс | Координаты                                            | Диаметр, км |
| ---- | ----------------------------------------------------- | ----------- |
| A    | 27°21′ ю. ш. 20°03′ в. д. / 27,35° ю. ш. 20,05° в. д. | 12,1        |
| B    | 28°45′ ю. ш. 20°43′ в. д. / 28,75° ю. ш. 20,72° в. д. | 13,4        |
| C    | 27°58′ ю. ш. 22°20′ в. д. / 27,96° ю. ш. 22,33° в. д. | 17,8        |
| D    | 25°32′ ю. ш. 22°04′ в. д. / 25,53° ю. ш. 22,07° в. д. | 13,7        |
| E    | 25°50′ ю. ш. 23°46′ в. д. / 25,84° ю. ш. 23,76° в. д. | 19,6        |
| F    | 23°46′ ю. ш. 21°09′ в. д. / 23,77° ю. ш. 21,15° в. д. | 11,2        |
| G    | 28°22′ ю. ш. 21°20′ в. д. / 28,37° ю. ш. 21,33° в. д. | 5,9         |
| H    | 26°59′ ю. ш. 22°15′ в. д. / 26,99° ю. ш. 22,25° в. д. | 9,8         |
| J    | 24°52′ ю. ш. 22°03′ в. д. / 24,87° ю. ш. 22,05° в. д. | 5,7         |
| K    | 27°22′ ю. ш. 22°44′ в. д. / 27,37° ю. ш. 22,73° в. д. | 6,8         |
| L    | 27°31′ ю. ш. 20°52′ в. д. / 27,52° ю. ш. 20,87° в. д. | 7,7         |
| M    | 27°11′ ю. ш. 24°04′ в. д. / 27,18° ю. ш. 24,07° в. д. | 10,5        |
| N    | 25°57′ ю. ш. 22°55′ в. д. / 25,95° ю. ш. 22,92° в. д. | 5,8         |
| P    | 24°56′ ю. ш. 23°03′ в. д. / 24,94° ю. ш. 23,05° в. д. | 4,6         |

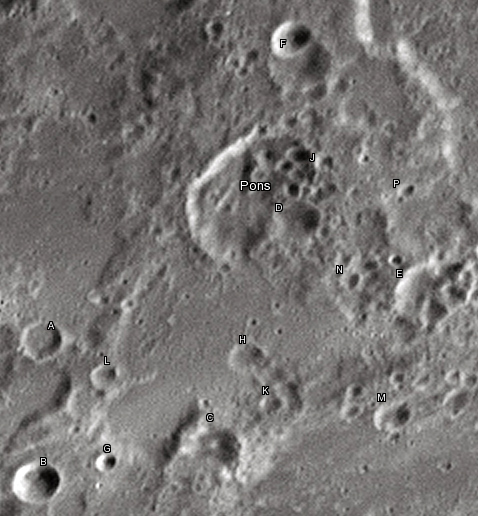
Снимок Девида Кемпбелла.

- Сателлитные кратеры Понс B, E и M включены в список кратеров с яркой системой лучей Ассоциации лунной и планетарной астрономии (ALPO)[5].

- Сателлитный кратер Понс F включен в список кратеров с темными радиальными полосами на внутреннем склоне Ассоциации лунной и планетарной астрономии (ALPO)[6].

## См.также
- Список кратеров на Луне
- Лунный кратер
- Морфологический каталог кратеров Луны
- Планетная номенклатура
- Селенография
- Минералогия Луны
- Геология Луны
- Поздняя тяжёлая бомбардировка